# Pakistan Cricket Board
De Pakistan Cricket Board (PCB), is de cricketbond van Pakistan. De bond is verantwoordelijk voor al het cricket op professioneel niveau, waaronder test cricket en One Day International wedstrijden die worden gespeeld in Pakistan. Ook alle wedstrijden van het Pakistaans cricketelftal vallen onder de verantwoordelijkheid van de PCB. Daarnaast worden internationale tours, een serie wedstrijden tegen een ander team in het buitenland, ook door de PCB georganiseerd.
Er werd in 1948 formeel een bond opgezet. Tot die tijd werden wedstrijden informeel geregeld. Pakistan werd toegelaten tot de International Cricket Council in 1952 en is sindsdien een volledig lid. De eerste serie testwedstrijden werden tussen oktober en december 1952 gehouden met India.